# Wacław Drozdowski (rysownik)
Wacław Drozdowski (ur. 1895, zm. 1951) – polski rysownik prasowy, ilustrator, autor winiet prasowych.
Współpracował od lat 20. XX wieku  z łódzkim „Expressem Ilustrowanym”. Autor ilustracji do serii komiksowej o Wicku i Wacku (tekst: Adam Ochocki. Przed II wojną współpracował z łódzkim wydawnictwem „Republika”, dla którego stworzył serię komiksową wzorowaną na popularnej wówczas w Europie serii Pat i Patachon.